# Leucania obscura
Leucania obscura là một loài bướm đêm trong họ Noctuidae.